# Kori Rae
Kori Rae je filmska producentica Pixara. Producirala je Šlepove duge priče, i film Čudovišta sa sveučilišta.

## Filmografija

### Produkcije
- Život buba (1998.)
- Priča o igračkama (1999.)
- Čudovišta iz ormara (2001.)
- Izbavitelji (2004.)
- Nebesa (2009.)
- Šlepove duge priče (2008. – 2010.)
- Čudovišta sa sveučilišta (2013.)

### Animacije
- Život buba (1998.)
- Priča o igračkama 2 (1999.)

## Vanjske poveznice
- Kori Rae na stranici IMDb-a